# Stanisław Szymański (operator filmowy)
Stanisław Henryk Szymański (ur. 14 lipca 1950 w Łodzi) – polski operator filmowy, prorektor łódzkiej szkoły filmowej.

## Życiorys
- 1968–1969: studiował na Wydziale Ekonomiczno-Socjologicznym Uniwersytetu Łódzkiego
- 1974: absolwent Wydziału Operatorskiego w PWSFTiT w Łodzi
- od 1984: wykładowca w PWSFTiT w Łodzi
- 1997–1999: prorektor PWSFTiT w Łodzi
- 1999: tytuł naukowy profesora sztuki filmowej
- od 2000: profesor realizacji obrazu filmowego, telewizyjnego i fotografii w Wyższej Szkole Sztuki i Projektowania w Łodzi

## Filmografia

### Operator
- 2001: Bohaterowie romansu Kisiela
- 2001: Impuls amerykański. Rzecz o Henryku Sienkiewiczu
- 2000: Białe i czarne
- 1998: Zaklików – miasteczko, którego nie ma
- 1996: Bardziej niż siebie samego
- 1993: Portret artysty z czasów starości
- 1988: Chichot Pana Boga
- 1987: Trzy kroki od miłości
- 1985: Urwisy z Doliny Młynów
- 1985: Menedżer
- 1984: Alabama
- 1983: Planeta krawiec
- 1983: Złe dobrego początki...

## Odznaczenia
- 1998 Brązowy Krzyż Zasługi[1]
- 2013 Brązowy Medal „Zasłużony Kulturze Gloria Artis”
- 2023 Srebrny Krzyż Zasługi[2]